# スプリンターセル ブラックリスト
スプリンターセル ブラックリスト（Splinter Cell Blacklist）とは、スプリンターセルシリーズの第6作となるステルスアクションゲーム。フランスのユービーアイソフトから2013年9月に発売された。

## あらすじ

### ソロキャンペーン
かつてアメリカ国家安全保障局内の秘密組織「サード・エシュロン」に所属する「スプリンターセル」であったサム・フィッシャーは、親友ヴィクター・コステの民間軍事会社「パラディン9（ナイン）」　で働いていた。
ある晩サムはコステと共に訪れたグアムで謎のテロ組織「エンジニア」によるアンダーセン空軍基地の襲撃に遭い、コステが入院する。
「エンジニア」は司令官殺害も含めた襲撃時の映像をインターネット上に公開し、「世界各国に駐留するアメリカ軍の即時撤退を求める。それが行われない場合はアメリカ合衆国全土に向けた大規模テロ「ブラックリスト」を実行する」と予告した。事件後、サムはコールドウェル大統領により大統領直属の特殊作戦部隊「フォースエシュロン」のリーダーに任命され、「エンジニア」によるアメリカ合衆国全土に向けた大規模テロ「ブラックリスト」を阻止する為にステルス航空機「パラディン」を拠点に行動を開始する。
情報提供者であるアンドリー・コビンはCIAと取引を行い、セーフハウスに匿われていた。サムは手続き通りにセーフハウスから撤収させようとしたが、地元民兵がセーフハウスを制圧してしまう。セーフハウスにはCIA職員の遺体があり、コビン本人は警察署にいたところをサムが救出した。パラディンへ連行後、コビンは尋問の中でアンダーセン空軍基地襲撃の為に「エンジニア」に武器を売った事を告白する。さらに、コビンの情報から「エンジニア」と繋がる一連の訓練キャンプの存在が浮かび上がった。サムはその内の最大とされるミラワキャンプを引き受け、残りのキャンプは全て「デブグル」が攻撃する事となった。サムがミラワキャンプの奥で見つけたビデオカメラには、グアムで捕らえられたアメリカ空軍兵士が「エンジニア」のリーダーであり元MI6のマジード・サディークによって殺害される場面が収録されていた。しかしこの訓練キャンプ自体が罠であり、デブグルは「エンジニア」の待ち伏せによって壊滅的な被害を受け、その時の様子がインターネット上に公開されてしまう。
グリムとブリッグスはアメリカ合衆国全土に向けた大規模テロ「ブラックリスト」である「アメリカンコンサンプション」の標的がダラスだと主張していたが、サムの仲間のハッカー・チャーリーの報告から真の標的はシカゴと判明した。サムがシカゴに到着して早々ネイビー・ビアで人質事件が起きる。だがそれは陽動作戦であり、「エンジニア」はその隙に現地の水処理施設に兵器化したペスト菌を投じようとしていた。投入の妨害に成功したサムは全て「エンジニア」の足跡を追っている事に過ぎないと感じたサムは南米のテロブローカーのレザ・ノーリを追う事に決めた。ノーリの屋敷に潜入した彼はパニックルームまで詰める事に成功したが、ノーリ暗殺の為に送り込まれたイラク軍の特殊部隊の急襲を受ける。ノーリは保護と引き換えにサディークへ送った連中の情報を渡す事をサムに約束する。
サムはノーリの情報から集められた傭兵達のパスポート情報からロンドンの廃工場を突き止める。潜入したサムは工場の奥で「ブラックリスト」にイランが関与し、次の計画を示す資料を発見し、通信端末OPSATで「パラディン」へ転送する。更に輸送を待つ化学兵器の積荷を発見。リスクを冒して化学兵器が入った容器に追跡装置を仕掛けた。しかし、容器から漏れたVXガスを吸い込んでしまいサディークに捕まってしまう。サムは助けに来たブリッグスにサディーク追跡を命じるが、ブリッグスはサムの生命を優先する。そうしているうちにサディークに逃げられてしまう。任務終了後、サムは指示を無視したブリッグスに激怒し任務から降ろすと言い渡す。VXガスはアメリカに向けて輸送されるが、追跡装置を通じてチャーリーに筒抜けだった。
サムの入手した情報によりコールドウェル大統領は「ブラックリスト」の起点としてイランを指し示す情報を発表した。世論はイランへの戦争支持の気運が高まっていた。しかしグリムは情報を疑い、イランの特殊部隊本部に潜入してそれが本物かを確かめることを提案する。イランに潜入したサムは、特殊部隊の将軍アリ・ロハニを脅して話を聞き出し、施設へ導かれるが、そこで待ち伏せを受ける。チャーリーのハッキングにより電力を一時的に失った混乱の隙を付き突破に成功し、データサーバーを発見する。この情報によりイランは「ブラックリスト」を支援していない事が証明された。敷地内から脱出するサムを迎えたのは任務から外したはずのブリッグスであった。サムとブリッグスは追跡を受け、グリムは二人を救う為、サムの制止を振り切りUAVを使用し、追跡車両から二人を救う。新しい情報により戦争への熱は冷めた。だが、刻一刻と化学兵器はアメリカに迫っていた。
イランで使用されたUAVは操作不能による事故として処理された。だが、アメリカ合衆国全土に向けた大規模テロ「ブラックリスト」である「アメリカンフリーダム」は迫っていた。VXガスはフィラデルフィアへ到着する。「エンジニア」は地下鉄網に対してVXガスを使用し都市全体に拡散しようと目論む。サムとブリッグスは直ちに車両基地に潜入し、「エンジニア」への攻撃を開始する。2人は手分けして5つの化学兵器を停止させる。最後の1つが仕掛けられた列車に乗り込んだサムは現場の「エンジニア」を追跡し、装置を停止させる。そこには「エンジニア」の司令官がいた。司令官は逃走の末、駅構内で人質を取るが偶然居合わせた鉄道警察官が司令官、サムに銃を向ける。司令官がサムに注意を向けた瞬間、警察官が発砲。司令官は死亡し、サムはその場に駆けつけた鉄道警察隊により拘束されてしまう。
7日の猶予があった「ブラックリスト」は加速を始める。「フォースエシュロン」はグアンタナモに出頭したノーリがもたらした情報に翻弄された末、サディークが「フォースエシュロン」のチームメンバーの家族構成から全てを把握している事も判明する。また、チャーリーのミスにより、メキシコのカルテルにも存在が露見してしまう。
アメリカ合衆国全土に向けた大規模テロ「ブラックリスト」である「アメリカンフューエル」が迫っていた。タンカーの乗員の変更等の情報を入手し、「パラディン」をタンカーへと向かわせるが、SMIのセキュリティホールをついた「スタックスネット」の改良版がSMIと「パラディン」をハッキング。「パラディン」は機体を急降下させられ、パイロットは気絶する。コビンが巨大軍用輸送機に明るかったため、臨時のパイロットとして運用された。機体を軽くする為に輸送ヘリ、一部備品を放棄。更に通信機器も損傷する。チャーリーは予備用PCから攻撃に使用されたウイルスの解析に成功する。無事に「パラディン」は制御を確保し、「フォースエシュロン」壊滅の危機は去った。だが、同じウイルスが湾岸地域に連なる製油所のセキュリティを停止するべく拡散されてしまい、「パラディン」が通信機器の回復に手間取っている間に「アメリカンフューエル」は実行され、タンカーがサビーン・パスの液化天然ガスターミナルに追突したことで大規模な爆発が発生する。サムは「シールズ」や消防隊と協力して復旧に当たる。そこには「エンジニア」の司令官がおり、これも陽動だということが判明する。
そして、デンバーにある政府存続バンカーの占拠を狙っていたサディークの目論見通り、コールドウェル大統領は「政府存続計画」の発動を宣言する。これにより真の「ブラックリスト」である「アメリカンブラッド」が発動を開始。「エンジニア」は国防長官レスター・ゴランツのいるバンカーを占拠し、コールドウェル大統領と交渉を開始した。大統領は「フォースエシュロン」に警戒解除を命じ、バンカーに近づけば「パラディン」を撃ち落とす事を明言する。サムはチームと共に命令拒否をしたパイロットを任務から外し、コビンをパイロットにデンバーへと飛び立つ。サムとブリッグスはバンカーへと潜入する。サディークは政府及び軍事関連の重要ファイルをダウンロードし、西側諸国を脅かそうと考えていた。そこへわざと捕らえられたブリッグスがサディークと対面する。拷問を受けサディークに屈した国防長官がファイルをダウンロードしようとした時、ブリッグスは隙を突き国防長官を「第5の自由」を行使し殺害し、「アメリカンブラッド」は失敗に終わる。怒りに駆られるサディークだったが、ブリッグスと要人を人質に近くに待機している「パラディン」を利用し逃亡を図ろうとする。しかしその中にはアメリカ軍兵士になりすましているサムの姿もあった。サムは銃を突き付けていた「エンジニア」を倒し、自分に注意を引きつけ、隠れていた「フォースエシュロン」のスナイパーによって「エンジニア」達を排除する。ブリッグスもサディークを捕らえようとするが負傷してしまう。サムは滑走路でサディークを撃破する。サディークはサムに自分を殺害すれば殉教者として名を残し、逮捕すれば「エンジニア」の背後にいる「12のグループ」を暴露し、アメリカを果てしない戦乱に巻き込むと嘲笑う。サムは「第5の自由」の行使を決断する。

### フォースエシュロンミッション
元「サード・エシュロン」のエージェントの失踪が相次ぐ中ブリッグスはインドとパキスタンの国境付近で暗躍する密輸組織が核兵器を紛争地帯に持ち込もうとしている情報を入手。2つの事件は繋がりがあると見てサムと共に密輸組織のキャンプへ潜入。そこで、密輸組織にロシアの特殊部隊「ヴォロン」が接触しインドのバンガロールにあるミサイル製造施設から核弾頭ミサイルを密輸する手助けをしていた事を知る。
グリムは「ヴォロン」がミサイル盗難の為に施設の防衛網を突破するにあたり、かつて「サード・エシュロン」が秘密裏に設置したバックドアの悪用を懸念する。また、「ヴォロン」が元「サード・エシュロン」のエージェント達のOPSATから「サード・エシュロン」の情報を得た可能性も浮上する。サムとブリッグスは施設内に潜入するが既に「ヴォロン」が潜入。激闘の末、ミサイル盗難を阻止。駆けつけるインド軍を尻目に脱出する。
サムとブリッグスはバングラデシュにある「ヴォロン」の現地拠点に狙いを定め、支部長のヴィクトル・チェルスキーを尋問し、情報の出処を突き止めようとする。拠点奥にいるチェルスキーを追い詰め、作戦情報源がロシアのはるか奥地、コルツォヴォ科学都市にあることを知る。また、SMIも消えたOPSATがこの地にある事を示していた。
OPSATのハッキングができないため、サムはロシアとの全面戦争になるリスクを承知でコルツォヴォ科学都市に潜入し、OPSAT奪還を決意する。ブリッグスと共に潜入し、厳重な警備網を潜り抜け、「ヴォロン」達と一戦を交えた。彼等が厳重に守っていたのはOPSATではなく、人工的な昏睡状態にある1人の男であった。情報源はOPSATではなく昏睡状態の男と判断し、迎えのヘリを呼ぶが「ヴォロン」達の激しい妨害の末、着陸地点を確保。コルツォヴォ科学都市から脱出を果たす。
インターネット世界の億万長者であるイアン・ミジリー・ロッシントンの顧客名簿には、フォースエシュロンが注意を払っている組織が名を連ねており、その中には「エンジニア」も含まれていた。そこでグリムは彼がデータハブを設置しているシーフォートにサムとブリッグスを潜入させシステムに盗聴器を仕掛ける事を提案する。2人は厳重な警戒網を潜り抜けシステムに盗聴器を仕掛けた。これによりデータハブを介した「エンジニア」の通信はSMIで傍受可能となった。傍受した通信から「エンジニア」に協力するテロ組織に関するロシアの極秘情報ファイルが、チェチェンとグルジアの国境付近で保管されているという。他の機関がファイル入手を失敗する中、グリムは車爆破の傷跡が癒えない現地にサムとブリッグスを現地に派遣。2人は見事ファイルを回収する。その後、ハッカー集団が違法ビジネスの拠点として運用していたバルトの醸造所に、「エンジニア」の電子諜報活動が隠されていることが判明する。グリムはハッカーのデータ通信装置を盗聴器を仕掛ける事を提案する。サムとブリッグスは現地に向かい「エンジニア」のデータ供給源でもあるシステムに盗聴器を無事に仕掛ける事に成功する。
また、ロッシントンのヨットもデータハブとしての側面があり、SMIでヨットの位置を特定したグリムはサムとブリッグスにシーフォートと同じくシステムに盗聴器を仕掛ける事を提案する。2人は退廃的な夜会に警備の気がそれている間にシステムに盗聴器を仕掛ける。これにより、あらゆる通信を傍受出来る、頼れる「耳」を確保したのだった。

## 登場人物
カッコ内は日本語版の吹き替え
サム・フィッシャー
声：玄田哲章
このシリーズの主人公。本作では部隊長として辣腕をふるう。
ヴィクター・コステ
声：若本規夫
サムの親友でサム同様「シールズ」出身。湾岸戦争でサムを単身救出している。今作ではサムにインドネシアで買ったカランビットを手渡す。
チャーリー・コール
声：西健亮
凄腕のハッカー。養子で、実の父親を探すために12歳からコンピューターハッキングを始め、C-17を元にして造られたステルス航空機「パラディン」に搭載されている情報システム「SMI」の設計者となった。今はサムと共にコステに雇われ、コステを父親のように思っている。
「フォースエシュロン」ではコンピューターハッキング、サムの武器装備の開発、現地でのライトバンの調達等を行う。
パトリシア・コールドウェル
声：榊原良子
アメリカ合衆国初の女性大統領。「サード・エシュロン」による「ワシントンD.C.EMP事件」で命を狙われるものの、サムとグリムによってその命を救われる。
アンナ・グリムスドッティア
声：田中敦子
通称グリム。元サードエシュロン職員で、サムとはその頃からの縁。大統領に「フォースエシュロン」の設立を提案し、SMI開発の総責任者であり、チームとホワイトハウスを繋ぐ存在。
パラディンの作戦本部から情報サポートを担当する。チャーリー同様通信端末「OPSAT」経由での情報でサムを支援する。
アイザック・ブリッグス
声：乃村健次
意見をハッキリ言う性格で、運転と狙撃の名手。元はCIA職員。
「ブラックリスト」の兆候を発見・報告したが上層部に無視された上グアムでの「ブラックリスト」が起こり責任を取らされCIAから「フォースエシュロン」に異動した。
サラ・フィッシャー
声：白石涼子
サムの娘。スプリンターセル 二重スパイの冒頭で交通事故死したと思われていたが、故アーヴィング・ランバートからのメッセージを受け取っていたグリムによって保護されていた。今作ではサムの電話のみに登場。
アンドリー・コビン
声：江川央生
死の商人で、裏情報目当てでサム達に「保護」される。航空機操縦経験有り。
マジード・サディーク
声：立木文彦
テロ組織「エンジニア」リーダー、元秘密情報部。
政治的に穏健で聡明、極端に宗教的ではなかったが、ジャイシュ＝エ＝ムハンマドに潜入捜査をした事で思想的になる。MI6のフィールドオペレーション中に失踪し公式には死亡している事になっているが、非公式には最重要指名手配犯となっている。
自らを変革者と考え西欧諸国を腐敗した無価値なものと考え、その転覆を目指している。失踪から数年の間、テロリスト顧問のような役目を果たしていた。才気溢れる戦術家であり、非情な闘士でもあり、目的達成の為には危険をも恐れない。

## ゲームシステム
ステルスを重視したアクションゲームだが、コンヴィクションから導入されたシステムと過去の作品にあったシステムの一部復活により、幅広い戦略的かつスピーディーなアクションに仕上がっている。
またプレイヤーによる任意の行動でゴースト、パンサー、アサルトといったプレイスタイルをリザルト時に反映される。下記のものはシステム及びスタイルの一覧。
ラスト・ノウン・ポジション
敵が最後にプレイヤーを目視した場所にゴーストが表示される。敵はゴーストの位置に向かって攻撃或いは近付いてくるので、その間に別の場所に移動したり、敵の背後を取るなどの戦略的な行動を取れる。
マーク＆エクスキュート
前作におけるマーク＆アクション。今回はどの行為でもよいので敵を倒す事によりエクスキュートゲージが溜まり発動が可能となるが難易度パーフェクトではゲージは一切溜まらない。
装備している銃がピストル、アサルトライフル、スナイパーライフル、ショットガンでも最大3つまでマーク可能。
マーカーが白の場合は発生しないが赤の時にはアクション可能となり、敵を銃の攻撃力無視で倒す事が出来るがヘルメットを被った敵はヘルメットを飛ばすだけとなる。またマークを敵に付けることで、敵の現在地を把握するのにも役立つ。
ビジュアルメッセージ
次の目標を知らせる情報が、壁などにメッセージが表示される。基本的に英語表記になるが、ポーズを押せば目的が出るので今作では意味は無くなっている。
敵を担ぐ
敵を倒した後に担いで運ぶ事が可能となったが、移動速度が落ちる、姿が見えやすくなるといったデメリットもあるが、敵を隠す事により巡回兵などを警戒モードにさせないメリットもある。
スーツの光源
一定以上の暗い所に隠れた時にスーツのライトが光るが、これは敵から姿が見えにくいといった事を表している。スーツの種類（潜入向けか戦闘向けか）によっては接近されても存在を感知されない事もある。あくまでも「見えにくい」であり、一切見えないというわけではない。

### スタイル
ゴースト
敵に姿を見られていない、誰も殺害せずに文字通り幽霊のように任務を遂行するスタイル。ステルス状態で気絶、もしくは敵を警戒させずに回避することで加点。
パンサー
誰にも見つからず静かに近づき近接用のカランビット・サイレンサー付の銃による敵の排除を行い任務を遂行するスタイル。ステルス状態で殺害、もしくは警戒状態の敵を回避することで加点。スタイル名は「スプリンターセルコンヴィクション」でサムにつけられた標的名に由来。
アサルト
ステルス行動を一切排除し、正面から敵に立ち向かい任務を遂行するスタイル。戦闘状態で敵を殺害、気絶させることで加点。

## 用語
スプリンターセル
アメリカ国家安全保障局内の秘密組織「サード・エシュロン」の特殊部隊員。目に見えない程微細なガラスの破片のように鋭く、小さく、捉えがたい事がその名前の由来。
アーヴィング・ランバートの誘いを受けたサム・フィッシャーが第1号として誕生する。シリーズを通してマルチスペクトラムゴーグルの3眼グリーンライトが特徴。隊員はインプラント無線により遠隔支援を受け、ガジェットと呼ばれる様々な特殊携帯用装置の他、既存の銃器類を改造した特殊兵装、前述のマルチスペクトラムゴーグルに搭載されているナイトビジョン、サーマルビジョン等を有する。
サード・エシュロン
アメリカ国家安全保障局内の秘密組織。元々は高度なデジタル暗号技術の普及によってアメリカ合衆国に対する潜在的な脅威に対して、古典的な諜報活動に加え、最新鋭の監視技術や戦闘技術を要し、敵の情報を盗む為に組織された。その任務を請け負うのが「スプリンターセル」である。アーヴィング・ランバート大佐の死後、新たに局長となったトーマス・ジェフリー・リードが「メギド」という巨大な組織と手を組みコールドウェル大統領暗殺を目論見、起こしたテロ事件「ワシントンD.C.EMP事件」により組織が腐敗している事が露見され、コールドウェル大統領自ら組織の存在を全国民に伝え、解散の運びとなった。
フォース・エシュロン
一流の情報収集と分析力、最先端のテクノロジー、最高のフィールドエージェントが融合する大統領直属の特殊作戦部隊。ステルス航空機「パラディン」を拠点とする。
エンジニア
アメリカ軍に敵対するテロリスト集団。
マジード・サディークをリーダーに大規模テロ「ブラックリスト」を実行するため、世界中のテロネットワークを使いメンバーを集めている。複数の無法国家が資金や技術を援助しているという情報もあり、多大な戦力を持ち合わせていると思われる。実際に彼らの背後には「12のグループ」と呼ばれる国家が背後にいる。アンダーセン空軍基地襲撃時には各自のコードネームをチェスの駒に見立てている。
ヴォロン
ロシア対外情報庁に属した諜報機関。ほぼ完全な自律性が認められ、情報戦・産業妨害・撤収任務・IP盗難・破壊工作・暗殺に至るまで様々な諜報活動を行う。
第5の自由
アメリカ合衆国大統領によってごく稀に許可される特権。これを公式に与えられた者はフランクリン・ルーズベルト大統領が唱えた「4つの自由」を守る為なら、あらゆる必要な措置を取ることが出来る。